# Ledley King
Ledley Brenton King (Londres, 12 de outubro de 1980) é um ex-futebolista inglês que atuava como zagueiro.
Defendeu apenas o Tottenham durante toda sua carreira, clube na qual se tornou um dos maiores ídolos. King se aposentou cedo, aos 31 anos, devido às frequentes lesões e ao problema crônico no joelho.

## Carreira em clubes

### 1997-2001
King assinou contrato pelo Tottenham em fase de teste em julho de 1997 e se tornou profissional no ano seguinte. A sua estreia ocorreu em maio de 1999 em Anfield Road, com uma derrota contra o Liverpool por 3-2. Quando da sua emergência na equipe titular, King foi utilizado frequentemente como meia pelo então treinador George Graham, e atuando na função o jogador se fixou na equipe principal, em novembro de 2000, em vitória de 2 a 1 contra o Liverpool. O seu primeiro gol pelo Tottenham, marcado em dezembro de 2000, em um empate fora de casa em 3 a 3, contra o Bradford City; o tento foi feito aos dez segundos de partida, recorde ainda imbatido de gol mais rápido do Campeonato Inglês.

### 2001-2006
Depois de Graham ser demitido, King foi para a zaga, sob ordens do novo treinador, Glenn Hoddle. Com a saída de Sol Campbell para o rival Arsenal, havia uma chance para King se estabelecer como o zagueiro principal do time. King se firmou no time e foi convocado para a Seleção Inglesa e foi considerado um dos melhores jovens defensores do país.
Uma lesão na anca ocorrida no verão determinou que ele não jogasse até novembro. Na volta, King voltou à forma habitual. Entretanto, foi criticado devido à grande quantidade de gols que o Tottenham estava levando. A temporada terminou com o Tottenham levando nove gols nos dois últimos jogos, contra Middlesbrough e Blackburn Rovers. 
Foi por essa razão que, quando Hoddle foi demitido, em setembro de 2003, o treinador seguinte, David Pleat moveu King para a meia cancha novamente. Apesar do Tottenham lutar contra o rebaixamento, um dos poucos que se salvaram foi Ledley. Em fevereiro de 2004, depois de ficar mais de três anos sem marcar, King fez um excelente gol contra o Manchester City, pela  FA Cup e ainda marcou um tento contra o Charlton, uma semana depois; na metade da mesma semana, ele ainda marcou pela Inglaterra, na sua primeira partida iniciada como titular pela seleção. Mesmo jogando fora de posição pela maior parte da temporada, ele fez o suficiente para convencer Sven-Göran Eriksson a chamá-lo ao plantel que disputaria a Euro 2004.
No verão de 2004, a comissão técnica e o plantel do Tottenham mudaram drasticamente. Jacques Santini foi escolhido como treinador e volantes como Michael Carrick, Pedro Mendes e Sean Davis foram contratados pelo clube. Com a chegada destes, King poderia retornar a sua posição preferida, de zagueiro. Noureddine Naybet foi contratado para trazer experiência à zaga do Tottenham e formou uma boa parceria com Ledley. Junto com Paul Robinson, a dupla defensiva levou quarenta e um gols, contrastando com os cinquenta e sete e sessenta e dois das duas temporadas anteriorem da Premier Leagu. King jogou os noventa minutos em todas as trinta e oito partidas válidas pela liga do seu time e nove de dez jogos da copa. Ele foi votado como o Jogador do Mês da Premier League em setembro de 2004, sendo o primeiro defensor a vencer depois de três anos. Em janeiro de 2005, depois da venda de Jamie Redknapp ao Southampton, o novo técnico Martin Jol escolheu King como o capitão do time. Na temporada seguinte, os Spurs levaram apenas trinta e oito gols.

## Títulos
Tothenham Hotspurs
- Copa da Liga Inglesa: 2007–08